# Dino Milinović
Dino Milinović (Zagreb, 14. listopada 1959.) hrvatski je povjesničar umjetnosti i književnik.

## Životopis
Rođen je u Zagrebu. Završio je Klasičnu gimnaziju i diplomirao arheologiju i povijest umjetnosti na Filozofskom fakultetu u Zagrebu. Poslijediplomski studij iz »Civilizacije kasne antike« završio je u Parizu. Doktorirao je 2005. godine na Filozofskom fakultetu u Zagrebu radnjom Bjelokosni plenarij iz riznice Zagrebačke katedrale u kontekstu otonske renesanse. Od 1992. do 1998. godine radio je u državnoj upravi, a od 2001. godine predaje na Odsjeku za povijest umjetnosti Filozofskog fakulteta u Zagrebu. Bavi se i književnim radom.

## Djela
- Kradljivac uspomena (2002.), roman [2][3][4]
- Tamo gdje prestaje cesta (2007.), roman [5][6]
- Skriveno (2013.), roman [7][8]
- Nova post vetera coepit : ikonografija prve kršćanske umjetnosti (2016.), monografija [9][10] (elektronička inačica)
- Seuso: autopsija jednog slučaja (2016.), monografija [11][12]
- Marulov san (2019.), roman [13][14]
- Umjetnost crkvenih riznica : bjelokosni plenarij iz riznice zagrebačke katedrale (2020.), monografija [15][16][17]
- Svijet je muškog roda ili Tragedija koje nije bilo (2021.), drama [18][19]
- Orfelin : roman iz tamnice (2022.)[20]

## Odličja, nagrade i priznanja
- 1996.: Red Danice hrvatske
- 2017.: Godišnja nagrada Društva povjesničara umjetnosti, za knjigu Nova post vetera coepit : ikonografija prve kršćanske umjetnosti

## Vanjske poveznice
Mrežna mjesta
- Dino Milinović, Odsjek za povijest umjetnosti FFZG
- Dino Milinović  Arhivirana inačica izvorne stranice od 24. prosinca 2021. (Wayback Machine), Društvo hrvatskih književnika
- Dino Milinović, CROSBI bibliografija
- Dino Milinović: Tradicija mora biti poticaj za novu kreativnost, Vijenac 670/2019.